# گرگ‌ها (فیلم ۱۹۳۰)
گرگ‌ها (انگلیسی: Wolves) یک فیلم است که در سال ۱۹۳۰ منتشر شد.